# Valsequillo de Gran Canaria
Valsequillo de Gran Canaria, es una localidad y municipio español perteneciente a la isla de Gran Canaria, en la provincia de Las Palmas, comunidad autónoma de Canarias.
La fiesta del Almendro en Flor es una de las más importantes de Valsequillo, de cuyo patrimonio natural cabe destacar el palmeral de San Roque y el roque Saucillo.

## Geografía
Está situado en la zona centro-oriental de la isla de Gran Canaria, colindando con los municipios de Telde, Santa Brígida, San Mateo, San Bartolomé de Tirajana e Ingenio
Valsequillo se ubica mayoritariamente en la zona de las medianías, no poseyendo salida al mar. La cabecera municipal se halla a 574 m s. n. m., alcanzando el municipio su altitud máxima a 1842.2 m s. n. m. en la Montaña de los Bizcochos.
Posee una superficie de 39,15 km², ocupando el puesto 13.º en extensión de la isla.
Hasta la reforma de la nomenclatura municipal de 1916 el municipio se llamaba simplemente Valsequillo. En dicha fecha su nombre fue modificado por el de Valsequillo de Gran Canaria.

### Clima
Valsequillo de Gran Canaria tiene un clima seco semiárido frío según la clasificación climática de Köppen.
La temperatura media anual es de 17.7 °C, siendo el mes más caluroso agosto con 25.7 °C y el más frío enero con 9.2 °C.
El promedio de precipitaciones al año es de 249 mm, siendo los meses más secos julio y agosto con 1 mm, y el que registra mayores precipitaciones diciembre con 51 mm.

### Zonas protegidas
Valsequillo de Gran Canaria cuenta con parte de su superficie protegida dentro de la Red Canaria de Espacios Naturales Protegidos. Comparte con los municipios limítrofes la reserva natural especial de Los Marteles, y los Paisajes Protegidos de Lomo Magullo y Las Cumbres.
La reserva de Los Marteles también está incluida en la Red Natura 2000 como Zona Especial de Conservación —ZEC—.

### Comunicaciones
Carreteras
- GC-41, conecta al municipio con Telde y el Sur en su primer tramo, en su segundo conecta al municipio con la Vega de San Mateo
- GC-810, conecta al municipio con Santa Brígida
- GC-132, conecta al municipio con Lomo Magullo (Telde) y la Era de Mota
- GC-413, conecta al municipio con Casas Blancas y El Rincón

Autobús
Para llegar al municipio es necesario hacer transbordo en Telde. Desde la capital se dispone de las líneas número 12 y 80 y desde el sur de la isla la línea 90 desde el Faro de Maspalomas a Telde. Una vez en el municipio vecino se dispone de la línea 43 Telde-Valsequillo y de la línea 13 Telde-San Mateo.

## Historia

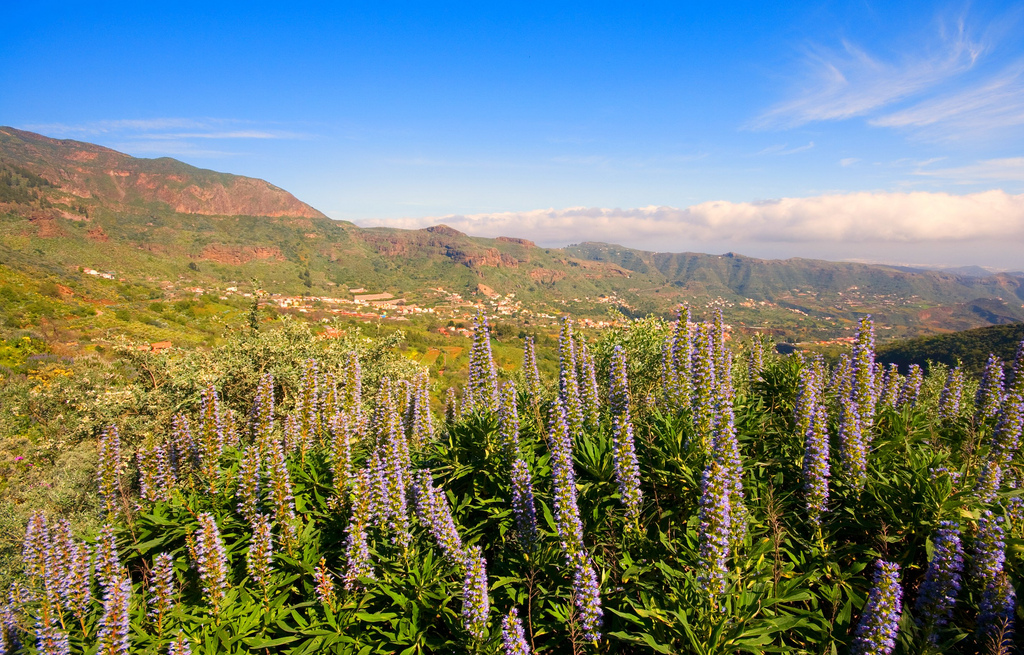
Vista de Valsequillo de Gran Canaria con tajinastes azules en primer plano

El pasado prehispánico de Valsequillo de Gran Canaria está muy ligado al culto religioso aborigen, puesto que es una de las zonas más altas del reino o bando de Telde, donde existió un almogarén o templo en lo alto de la montaña de El Helechal.
Se sabe que los castellanos se adentraron por el barranco de Tecén o de San Miguel, donde existía una importante población aborigen. Al llegar los conquistadores, hubo una cruenta batalla con el caudillo canario Tecén, quien defendía las inmediaciones del Almogarén de El Helechal. Desde entonces este lugar pasa a denominarse Lugar de la Sepultura y Sepultura del Colmenar.[cita requerida]
Tras la conquista de la isla, la agricultura y la ganadería fueron los pilares de la economía de Valsequillo en los siglos xvi y xvii. En la agricultura destaca el cultivo de la viña, al igual que en muchas de las zonas de la isla, como y prueba de esto la tenemos en la documentación de estos siglos. Un gran número de tierras estaban destinadas a este cultivo, como era el caso de las que se encontraban en la Era de Mota, Vega de los Mocanes y Tenteniguada, lugares en los que existían haciendas en las que también se encontraba lo necesario para su transformación en vino. También los árboles frutales tuvieron un papel predominante en la economía del municipio, siendo la higuera la que tenga un papel preponderante. Aunque por supuesto, no nos podemos olvidar del cereal, base alimenticia en esta época, siendo Valsequillo un lugar de abastecimiento de las zonas colindantes, principalmente de Telde. La ganadería también tendrá una importancia destacada.
En 1640 se edifica una ermita, siendo instituida por el Obispo Verdugo en parroquia bajo la advocación de San Miguel Arcángel en el año 1800. Dos años después, Valsequillo, por Real Orden, cuenta con alcalde propio, por lo que consecuentemente obtiene la autonomía y la separación del municipio de Telde. 
No obstante, la autonomía religiosa (antecedente de la política) tardó bastante en obtenerse debido a la oposición de los beneficiados de la parroquia de San Juan de Telde, que veían en la independencia parroquial de Valsequillo una pérdida importante de ingresos y feligreses. Así, desde el siglo XVIII asistimos a un forcejeo entre los beneficiados sucesivos y los Obispos de la diócesis, retrasando la creación de una ayuda de parroquia en la zona o favoreciendo la enemistad entre los vecinos, sobre todo en los pagos que luego formarían el nuevo municipio y donde algunos piden sustraerse del mismo y mantener su pertenencia a Telde, como sucedió en Goteras, Cazadores, Moriscas, Arenales etc.
Tras la creación del municipio, y en medio de la conflictividad y la carestía generalizadas, el siglo XIX se abre para Valsequillo con la pugna con Telde por el agua del Heredamiento de la Vega Mayor, donde se producen usurpaciones y retribuciones constantes hasta que ambas localidades logran llegar a un acuerdo.
En las zonas más favorables para la agricultura han pervivido modelos de hábitat disperso vinculados a una agricultura familiar, en el que las viviendas se extienden siguiendo el fragmentado terrazgo. Este tipo de hábitat caracteriza al Valle de Valsequillo, en el que son frecuentes los pequeños caseríos y aldeas. Además son frecuentes grandes grupos de viviendas apiñados a las márgenes de las carreteras, como Tenteniguada, Las Vegas o el propio casco de Valsequillo.

## Demografía
Cuenta con una población de 9768 habitantes (INE 2024).
| Gráfica de evolución demográfica de Valsequillo de Gran Canaria entre 1842 y 2021 |
| |
| Población de derecho según los censos de población del INE Población de hecho según los censos de población del INEEn estos censos se denominaba Valsequillo: 1842, 1857, 1860, 1877, 1887, 1897, 1900 y 1910 |

La evolución demográfica de Valsequillo de 1860 a 1991 cuenta con tres etapas diferenciadas. El primer periodo, comprendió entre los años 1860 y 1950 —3210 y 6261 habitantes en los años 1900 y 1950, respectivamente—, se caracteriza por el crecimiento moderado de la población, típico de los municipio de medianías ligados a una agricultura de autoconsumo. El segundo periodo, entre los años 1950 y 1981 —5733 habitantes en el año 1981—, se define por un despoblamiento gradual, población que emigra hacia los municipios costeros del este insular para trabajar en el incipiente sector turístico o en las labores d empaquetado de la producción agrícola. La última etapa, entre los años 1981 y 1991 —6467 habitantes en el año 1991—, se caracteriza por una ligera recuperación de efectivos poblacionales.

## Administración y política

### Gobierno municipal
El ayuntamiento de Valsequillo se compone de 13 concejales, estando gobernado actualmente por la Asociación de Barrios, con Francisco Manuel Atta Pérez a la cabeza.
| Partido político | Partido político                         | 2007   | 2011   | 2015   | 2019   | 2023   |
| Partido político | Partido político                         | Ediles | Ediles | Ediles | Ediles | Ediles |
|                  | Asociación de Barrios (ASBA)             | 6      | 7      | 6      | 7      | 6      |
|                  | Asamblea Valsequillera (ASAVA)           | 5      | 3      | 3      | 3      | 4      |
|                  | Partido Popular (PP)                     | 2      | 3      | 3      | 1      | 0      |
|                  | Partido Socialista Obrero Español (PSOE) | 0      | 0      | 1      | 0      | 1      |
|                  | Los Verdes (LV)                          | 0      | —      | —      | —      | —      |
|                  | Unidos por Gran Canaria (UxGC)           | —      | —      | 0      | 2      | 0      |
|                  | Coalición Canaria (CC)                   | —      | —      | —      | 2      | 1      |
|                  | Por Valsequillo (PORV)                   | —      | —      | —      | —      | 1      |
|                  | Vox                                      | —      | —      | —      | —      | 0      |

### Organización territorial
Administrativamente, el municipio de Valsequillo se divide en los siguientes barrios y sus respectivos núcleos:
- La Barrera
- La Cantera: La Cantera y Las Chozas
- Las Casillas
- Era de Mota
- El Helechal
- Los Llanetes
- Llanos del Conde: Los Almendros, Luis Verde y El Roque
- Lomitos de Correa: Los Juagarzos y Lomitos de Correa
- El Montañón
- El Pedregal
- El Rincón
- Tecén de Valsequillo
- Tenteniguada: El Almendrillo, Casas Blancas y Tenteniguada
- El Troncón
- Valle de San Roque de Valsequillo: Cuevas Negras, Los Pinos y San Roque
- Valsequillo (capital municipal): Las Casas, Colmenar Bajo, Majuelo, Mirabala y Valsequillo (casco)
- Las Vegas: Colmenar Alto, La Suertecilla y las Vegas
- Los Arenales: Solana del Fregenal y Lomo del Fregenal

## Economía
Tiene gran importancia la agricultura de exportación, entre la que destaca la producción de fresas, con gran aceptación en el mercado y la floricultura. La práctica de la ganadería parece estar abocada a un paulatino abandono y la producción que esta genera se dedica fundamentalmente a la fabricación artesanal de quesos y a la venta de leche.
De todos los productos agrícolas que caracterizan al municipio, son los almendros los protagonistas del paisaje y de la cultura popular de Valsequillo, con más de 2000 árboles dispersos por la zona alta del municipio, celebrándose, en honor de ello, la fiesta del Almendro en Flor en el mes de febrero.

## Cultura

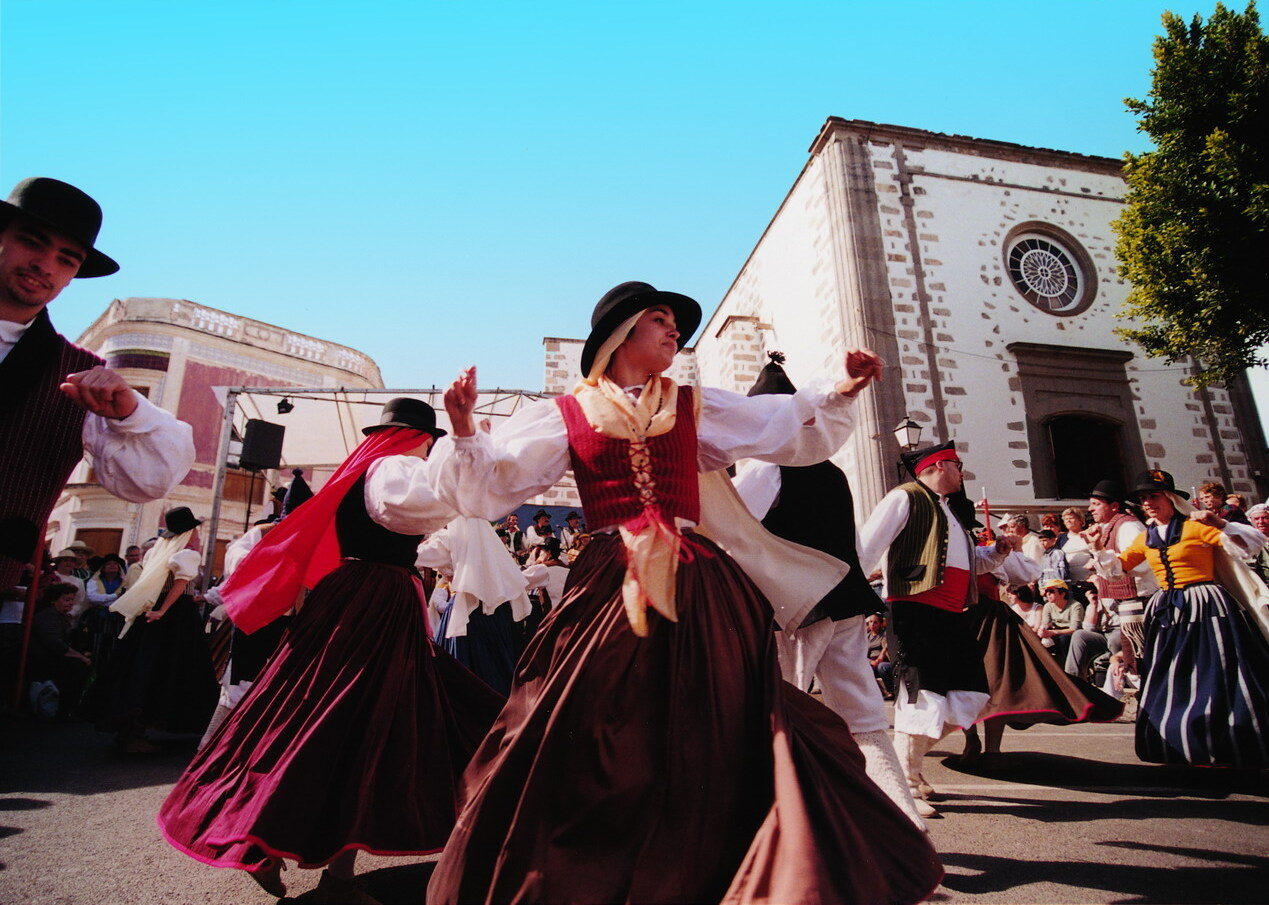
Baile tradicional durante la celebración de la Ruta del Almendrero en Flor en Valsequillo de Gran Canaria

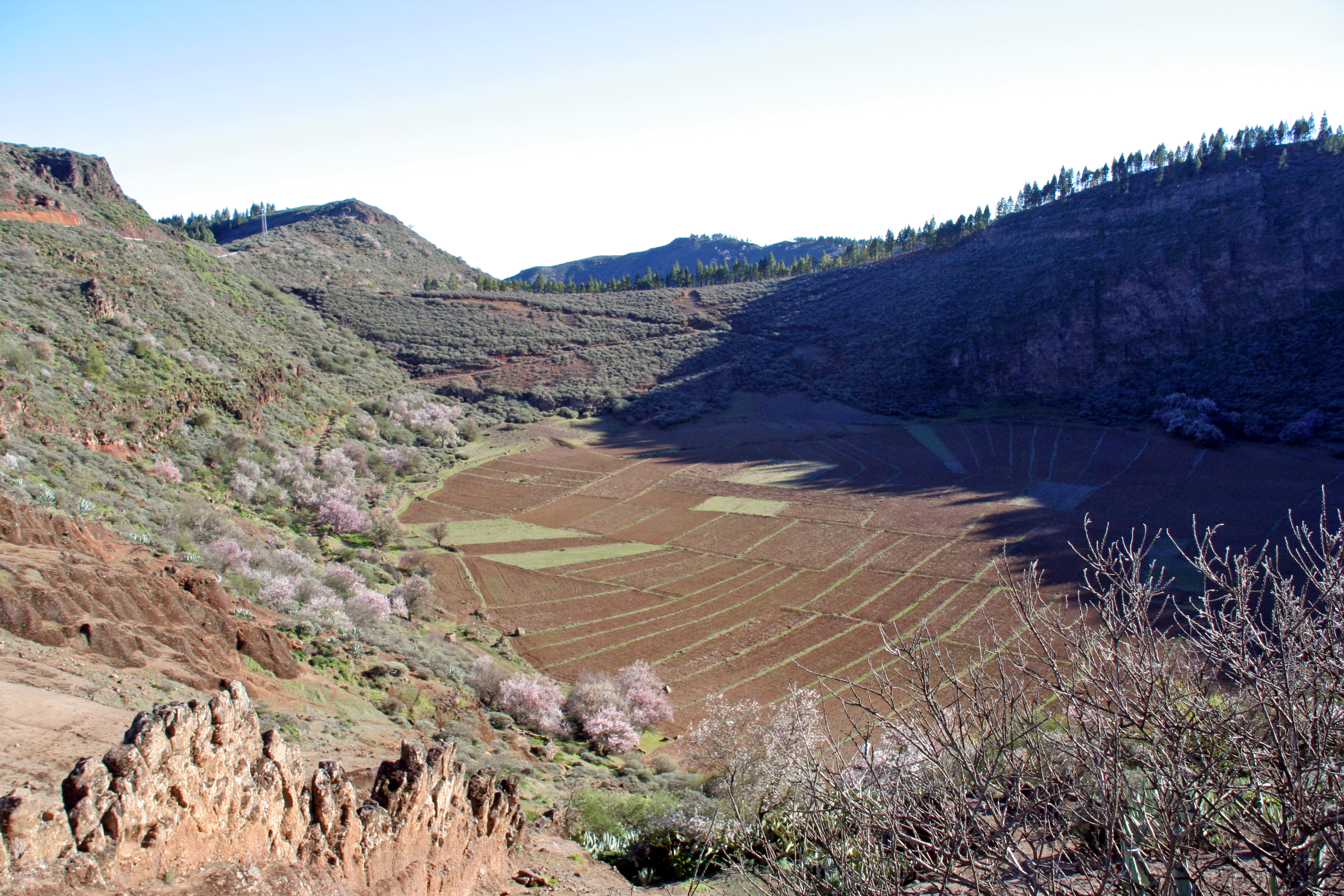
Caldera de los Marteles

- Ruta del Almendrero en Flor, enero-febrero.
- Luis Verde, abril-mayo.
- Ntra. Sra. de Las Vegas, Las Vegas, mayo.
- María Auxiliadora, Tecén, mayo.
- Fiesta de la Virgen, San Roque, mayo.
- Lomitos de Correa, junio.
- San Antonio de Padua, Los Arenales, junio.
- San Juan Bautista, Tenteniguada, junio.
- La Cantera, julio.
- La Guinda, El Rincón, julio.
- La Cosecha, Era de Mota, julio - agosto.
- San Roque, agosto.
- El Cristo, La Barrera, agosto - septiembre.
- San Miguel Arcángel, Valsequillo casco, septiembre - octubre

Otra fiesta destacada es La Suelta del Perro Maldito. Se trata una tradición popular en el municipio que fue creada por un grupo de jóvenes. En la noche de San Miguel (patrono de Valsequillo), se representa la leyenda del diablo, que con forma de perro, se suelta de las cadenas que sujeta el arcángel San Miguel. Junto con él salían las brujas y los diablos, entonces comenzaba la lucha entre la libertad y la represión, los miedos y las orgías, las fiestas y los encierros. Las mujeres y los niños se quedaban rezando en las casas, porque esa noche representaba las desgracias y el miedo. Mientras los hombres iban en busca y captura de las brujas que se encontraban en los bares y las parrandas callejeras.
A partir de 1986 comenzó a representarse de forma teatral en la plaza de San Miguel cada 28 de septiembre de cada año. Comienza a las 12 de la noche donde se apagan todas las luces del pueblo y comienza el espectáculo, música e directo, zancos, efectos especiales, acrobacias, etc., participan cientos de participantes del pueblo (vecinos y vecinas), que recrean la tradición popular de forma innovadora y voluntaria.

### Patrimonio

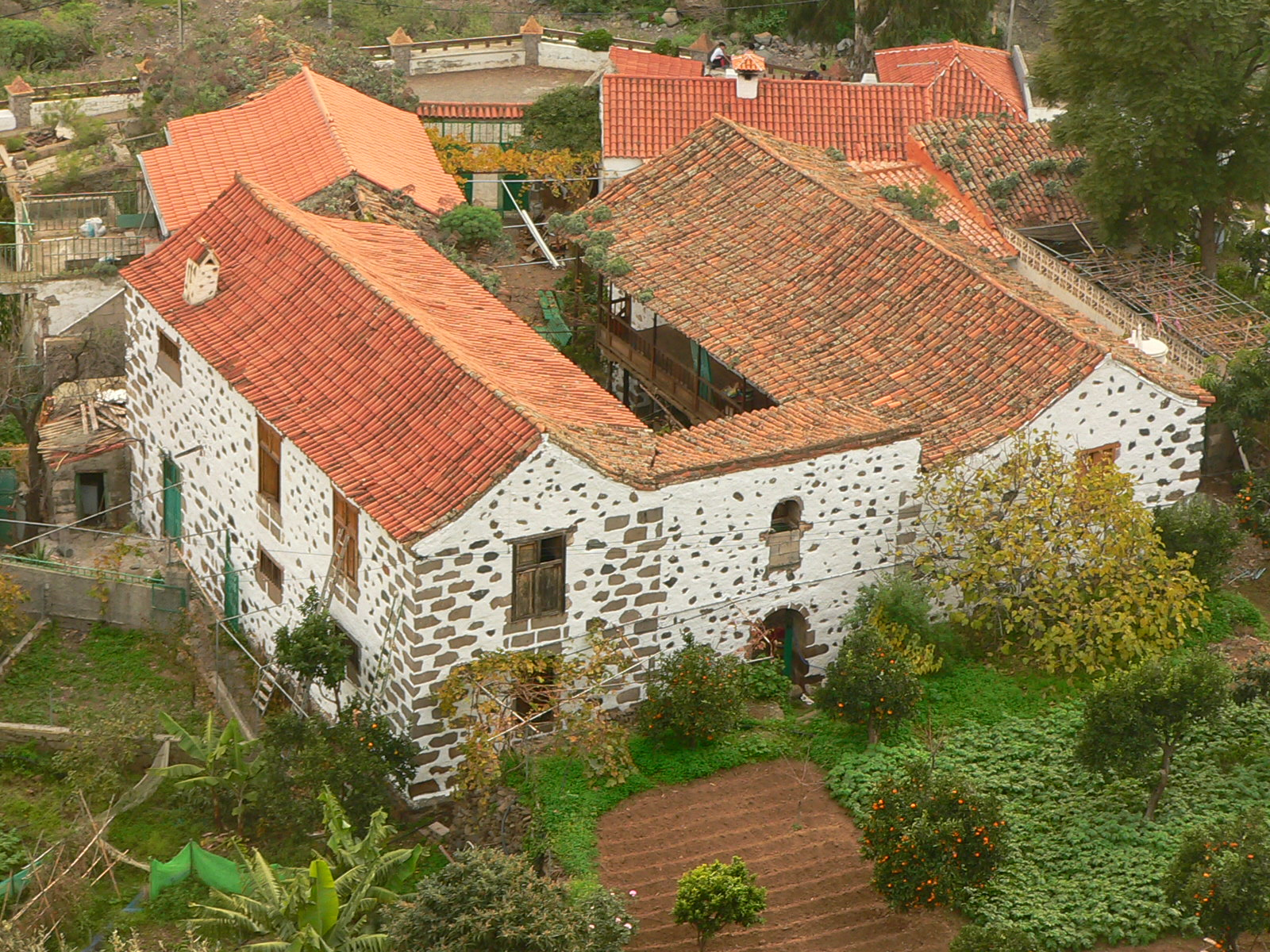
Cuartel del Colmenar

Valsequillo cuenta con los siguientes elementos patrimoniales de valor:
Religioso
- Iglesia de san Miguel arcángel

Civil
- Cuartel de Colmenar (BIC) es un conjunto de edificaciones rurales tradicionales construido en 1530, y destinado a albergue de tropas de caballería.

Cultura
- El Rancho de Ánimas de Valsequillo, en la isla de Gran Canaria (España), es una tradición centenaria que mezcla música, religiosidad popular y cultura comunitaria. Originada en el contexto rural de la isla, esta práctica tiene profundas raíces católicas, con el propósito de rezar y cantar por las almas de los difuntos, especialmente las que se cree que están en el purgatorio. Nombrado BIC en 2025.

Natural
- Caldera de los Marteles
- Palmeral de San Roque